# Molnar Rocks
Die Molnar Rocks sind eine Gruppe inselartiger Rifffelsen vor der Westküste der Antarktischen Halbinsel. Im Archipel der Biscoe-Inseln liegen sie 6 km westlich der Mitte der Lavoisier-Insel.
Der Falkland Islands Dependencies Survey kartierte sie anhand von Luftaufnahmen der Hunting Aerosurveys Ltd. aus den Jahren von 1956 bis 1957. Das UK Antarctic Place-Names Committee benannte sie 1960 nach dem US-amerikanischen Physiologen George William Molnar (1914–1993), der sich mit dem Einfluss von Kälte auf den menschlichen Organismus befasst hatte.